# Ponte Mohammed VI
Il ponte Mohammed VI (in arabo جسر محمد السادس‎?) è un ponte sospeso situato nei pressi di Rabat e Salé, in Marocco, sul fiume Bou Regreg. È stato inaugurato il 7 luglio 2016 ed è il più grande ponte sospeso dell'Africa e del mondo arabo. Il ponte è lungo il percorso dell'autostrada A1, che andando verso nord passa nei pressi dell'Aeroporto di Rabat-Salé ed è diretto verso Kenitra e Tangeri, e andando verso sud è diretto verso Casablanca. Il ponte è intitolato a Muhammad VI, attuale re del Marocco.